# Volby do Senátu Parlamentu České republiky 2024
Volby do Senátu Parlamentu České republiky proběhly ve 27 senátních obvodech. Termín voleb vyhlásil prezident republiky na základě zákona o volbách do Parlamentu České republiky na září 2024.
První kolo voleb se konalo zároveň s krajskými volbami v pátek 20. září v sobotu 21. září 2024. Již v prvním kole bylo zvoleno pět senátorů, takže v jejich obvodech se druhé kolo nekonalo. Druhé kolo voleb se uskutečnilo v pátek 27. září a v sobotu 28. září 2024.

## Volební obvody

Obvody, ve kterých se konaly volby

Volby probíhají v těchto senátních obvodech:
- č. 2 – Sokolov
- č. 5 – Chomutov
- č. 8 – Rokycany
- č. 11 – Domažlice
- č. 14 – České Budějovice
- č. 17 – Praha 12
- č. 20 – Praha 4
- č. 23 – Praha 8
- č. 26 – Praha 2
- č. 29 – Litoměřice
- č. 32 – Teplice
- č. 35 – Jablonec nad Nisou
- č. 38 – Mladá Boleslav
- č. 41 – Benešov
- č. 44 – Chrudim
- č. 47 – Náchod
- č. 50 – Svitavy
- č. 53 – Třebíč
- č. 56 – Břeclav
- č. 59 – Brno-město
- č. 62 – Prostějov
- č. 65 – Šumperk
- č. 68 – Opava
- č. 71 – Ostrava-město
- č. 74 – Karviná
- č. 77 – Vsetín
- č. 80 – Zlín

## Obsazení obvodů před volbami
| Navrhující strana | Navrhující strana            | Mandáty |
| ----------------- | ---------------------------- | ------- |
|                   | Občanská demokratická strana | 10/27   |
|                   | STAROSTOVÉ A NEZÁVISLÍ       | 5/27    |
|                   | nezávislý kandidát           | 3/27    |
|                   | KDU-ČSL                      | 2/27    |
|                   | Sociální demokracie          | 1/27    |
|                   | Česká pirátská strana        | 1/27    |
|                   | TOP 09                       | 1/27    |
|                   | Ostravak                     | 1/27    |
|                   | ANO 2011                     | 1/27    |
|                   | SEN 21                       | 1/27    |
|                   | „Marek Hilšer do Senátu“     | 1/27    |

## Senátoři s končícím mandátem
| Obvod              | Senátor           | Volební strana | Volební strana                | Navrhující strana | Politická příslušnost v r. 2024 | Senátorský klub     | Senátorský klub        | Kandidatura v r. 2024 |
| ------------------ | ----------------- | -------------- | ----------------------------- | ----------------- | ------------------------------- | ------------------- | ---------------------- | --------------------- |
| Sokolov            | Miroslav Balatka  |                | STAN                          | STAN              | STAN                            |                     | Starostové a nezávislí | Ano [ 8 ]             |
| Chomutov           | Přemysl Rabas     |                | SEN 21                        | SEN 21            | BEZPP                           |                     | SEN 21 a Piráti        | Ano [ 9 ]             |
| Rokycany           | Pavel Karpíšek    |                | ODS                           | ODS               | ODS                             |                     | ODS a TOP 09           | Ano [ 10 ]            |
| Domažlice          | Vladislav Vilímec | Ano [ 11 ]     | ODS                           | ODS               | ODS                             |                     | ODS a TOP 09           |                       |
| České Budějovice   | Ladislav Faktor   |                | NK                            | NK                | BEZPP                           | Ne [ 12 ]           | ODS a TOP 09           |                       |
| Praha 12           | Pavel Fischer     |                | NK                            | NK                | BEZPP                           | nezařazený do klubu | Ano [ 13 ]             |                       |
| Praha 4            | Jiří Drahoš       |                | KDU-ČSL, Zelení, STAN, TOP 09 | STAN              | BEZPP                           |                     | Starostové a nezávislí | Ano [ 14 ]            |
| Praha 8            | Lukáš Wagenknecht |                | Piráti                        | Piráti            | Piráti                          |                     | SEN 21 a Piráti        | Ano [ 9 ]             |
| Praha 2            | Marek Hilšer      |                | MHS                           | MHS               | MHS                             |                     | Starostové a nezávislí | Ano [ 15 ]            |
| Litoměřice         | Ladislav Chlupáč  |                | ODS                           | ODS               | ODS                             |                     | ODS a TOP 09           | Ano [ 16 ]            |
| Teplice            | Hynek Hanza       | Ano [ 18 ]     | ODS                           | ODS               | ODS                             |                     | ODS a TOP 09           |                       |
| Jablonec nad Nisou | Jaroslav Zeman    | SLK            | ODS                           | ODS               | Ne [ 20 ]                       |                     | ODS a TOP 09           |                       |
| Mladá Boleslav     | Raduan Nwelati    | ODS            | ODS                           | ODS               | Ano [ 21 ]                      |                     | ODS a TOP 09           |                       |
| Benešov            | Zdeněk Hraba      |                | STAN                          | STAN              | BEZPP                           | Ano [ 22 ]          | ODS a TOP 09           |                       |
| Chrudim            | Jan Tecl          |                | ODS, STAN, STO                | ODS               | ODS                             | Ano [ 16 ]          | ODS a TOP 09           |                       |
| Náchod             | Martin Červíček   | ODS            | Ano [ 23 ]                    | ODS               | ODS                             |                     | ODS a TOP 09           |                       |
| Svitavy            | Michal Kortyš     | ODS            | Ano [ 24 ]                    | ODS               | ODS                             |                     | ODS a TOP 09           |                       |
| Třebíč             | Hana Žáková       |                | STAN                          | STAN              | BEZPP                           |                     | Starostové a nezávislí | Ano [ 8 ]             |
| Břeclav            | Rostislav Koštial |                | ODS                           | ODS               | ODS                             |                     | ODS a TOP 09           | Ano [ 25 ]            |
| Brno-město         | Mikuláš Bek       |                | Zelení, ODS, STAN, TOP 09     | STAN              | STAN                            |                     | Starostové a nezávislí | Ne [ 26 ]             |
| Prostějov          | Jitka Chalánková  |                | NK                            | NK                | BEZPP                           |                     | ODS a TOP 09           | Ne [ 27 ]             |
| Šumperk            | Miroslav Adámek   |                | ANO                           | ANO               | BEZPP                           |                     | ANO a SOCDEM           | Ano [ 28 ]            |
| Opava              | Herbert Pavera    |                | ODS, STAN, TOP 09             | TOP 09            | TOP 09                          |                     | ODS a TOP 09           | Ano [ 29 ]            |
| Ostrava-město      | Leopold Sulovský  |                | Ostravak                      | Ostravak          | Ostravak                        |                     | Starostové a nezávislí | Ano [ 29 ]            |
| Karviná            | Petr Vícha        |                | SOCDEM                        | SOCDEM            | SOCDEM                          |                     | ANO a SOCDEM           | Ano [ 29 ]            |
| Vsetín             | Jiří Čunek        |                | KDU-ČSL                       | KDU-ČSL           | KDU-ČSL                         |                     | KDU-ČSL a nezávislí    | Ano [ 30 ]            |
| Zlín               | Patrik Kunčar     | Ano [ 30 ]     | KDU-ČSL                       | KDU-ČSL           | KDU-ČSL                         |                     | KDU-ČSL a nezávislí    |                       |

## Výsledky

### Celkové výsledky
|                                                   |                                                           |            |            |            |            |            |            |                |                |                |                |
| Navrhující strana                                 | Navrhující strana                                         | První kolo | První kolo | První kolo | Druhé kolo | Druhé kolo | Druhé kolo | Mandáty celkem | Mandáty celkem | Mandáty celkem | Mandáty celkem |
| Navrhující strana                                 | Navrhující strana                                         | Hlasy      | %          | Mandáty    | Hlasy      | %          | Mandáty    | Zvoleno        | Ostatní        | Celkem         | ±              |
|                                                   | ANO 2011                                                  | 224 350    | 28,3       | 2          | 157 287    | 40,3       | 6          | 8              | 4              | 12             | +7             |
|                                                   | Občanská demokratická strana                              | 125 449    | 15,8       | 0          | 92 424     | 23,7       | 5          | 5              | 13             | 18             | -5             |
|                                                   | STAROSTOVÉ A NEZÁVISLÍ                                    | 96 225     | 12,1       | 0          | 67 797     | 17,4       | 6          | 6              | 12             | 18             | +1             |
|                                                   | KDU-ČSL                                                   | 46 518     | 5,9        | 1          | 15 635     | 4,0        | 1          | 2              | 10             | 12             | 0              |
|                                                   | TOP 09                                                    | 44 320     | 5,6        | 1          | 17 457     | 4,5        | 1          | 2              | 5              | 7              | +1             |
|                                                   | Svoboda a přímá demokracie (SPD)                          | 42 733     | 5,4        | 0          | 3 318      | 0,8        | 0          | 0              | 0              | 0              | 0              |
|                                                   | Sociální demokracie                                       | 28 479     | 3,6        | 1          | –          | –          | –          | 1              | 0              | 1              | 0              |
|                                                   | Česká pirátská strana                                     | 21 107     | 2,7        | 0          | –          | –          | –          | 0              | 1              | 1              | -1             |
|                                                   | Komunistická strana Čech a Moravy                         | 14 321     | 1,8        | 0          | 6 097      | 1,6        | 0          | 0              | 0              | 0              | 0              |
|                                                   | SEN 21                                                    | 13 068     | 1,6        | 0          | 6 862      | 1,8        | 1          | 1              | 3              | 4              | 0              |
|                                                   | Svobodní                                                  | 12 352     | 1,6        | 0          | –          | –          | –          | 0              | 1              | 1              | 0              |
|                                                   | PŘÍSAHA občanské hnutí                                    | 8 099      | 1,0        | 0          | 8 614      | 2,2        | 1          | 1              | 0              | 1              | +1             |
|                                                   | Motoristé sobě                                            | 7 664      | 1,0        | 0          | –          | –          | –          | 0              | 0              | 0              | 0              |
|                                                   | Trikolora                                                 | 7 490      | 0,9        | 0          | –          | –          | –          | 0              | 0              | 0              | 0              |
|                                                   | Společně pro kraj                                         | 7 358      | 0,9        | 0          | –          | –          | –          | 0              | 0              | 0              | 0              |
|                                                   | „Tomáš Magnusek do Senátu“                                | 6 669      | 0,8        | 0          | –          | –          | –          | 0              | 0              | 0              | 0              |
|                                                   | Strana zelených                                           | 6 472      | 0,8        | 0          | –          | –          | –          | 0              | 0              | 0              | 0              |
|                                                   | „Marek Hilšer do Senátu“                                  | 5 617      | 0,7        | 0          | 5 298      | 1,4        | 0          | 0              | 0              | 0              | -1             |
|                                                   | Ostravak                                                  | 4 425      | 0,6        | 0          | –          | –          | –          | 0              | 0              | 0              | -1             |
|                                                   | Švýcarská demokracie (www.svycarska-demokracie.cz)        | 3 859      | 0,5        | 0          | –          | –          | –          | 0              | 0              | 0              | 0              |
|                                                   | Liberálně ekologická strana                               | 3 855      | 0,5        | 0          | –          | –          | –          | 0              | 0              | 0              | 0              |
|                                                   | PRO PLZEŇ                                                 | 3 778      | 0,5        | 0          | –          | –          | –          | 0              | 0              | 0              | 0              |
|                                                   | Jasný Signál Nezávislých                                  | 3 604      | 0,5        | 0          | –          | –          | –          | 0              | 0              | 0              | 0              |
|                                                   | ČSSD – Česká suverenita sociální demokracie               | 3 456      | 0,4        | 0          | –          | –          | –          | 0              | 0              | 0              | 0              |
|                                                   | Aliance pro budoucnost                                    | 3 139      | 0,4        | 0          | –          | –          | –          | 0              | 0              | 0              | 0              |
|                                                   | LEPŠÍ SEVER                                               | 3 039      | 0,4        | 0          | –          | –          | –          | 0              | 0              | 0              | 0              |
|                                                   | NEZÁVISLÍ                                                 | 2 940      | 0,4        | 0          | –          | –          | –          | 0              | 1              | 1              | 0              |
|                                                   | Volba pro kraj                                            | 2 626      | 0,3        | 0          | –          | –          | –          | 0              | 0              | 0              | 0              |
|                                                   | Česká strana národně sociální                             | 2 576      | 0,3        | 0          | –          | –          | –          | 0              | 0              | 0              | 0              |
|                                                   | Starostové a osobnosti pro Moravu                         | 2 344      | 0,3        | 0          | –          | –          | –          | 0              | 0              | 0              | 0              |
|                                                   | Správná Volba                                             | 2 048      | 0,3        | 0          | –          | –          | –          | 0              | 0              | 0              | 0              |
|                                                   | Právo Respekt Odbornost                                   | 1 828      | 0,2        | 0          | –          | –          | –          | 0              | 0              | 0              | 0              |
|                                                   | Nestraníci pro jižní Moravu – www.nestranici2024.cz       | 1 819      | 0,2        | 0          | –          | –          | –          | 0              | 0              | 0              | 0              |
|                                                   | BEZPEČNÉ ULICE                                            | 1 584      | 0,2        | 0          | –          | –          | –          | 0              | 0              | 0              | 0              |
|                                                   | Mourek – politická strana                                 | 1 380      | 0,2        | 0          | –          | –          | –          | 0              | 0              | 0              | 0              |
|                                                   | Moravské zemské hnutí                                     | 1 170      | 0,1        | 0          | –          | –          | –          | 0              | 0              | 0              | 0              |
|                                                   | MÍSTNÍ HNUTÍ NEZÁVISLÝCH ZA HARMONICKÝ ROZVOJ OBCÍ A MĚST | 833        | 0,1        | 0          | –          | –          | –          | 0              | 0              | 0              | 0              |
|                                                   | MÁ VLAST ČECHY MORAVA SLEZSKO                             | 752        | 0,1        | 0          | –          | –          | –          | 0              | 0              | 0              | 0              |
|                                                   | SRDCEM PRO ...                                            | 743        | 0,1        | 0          | –          | –          | –          | 0              | 0              | 0              | 0              |
|                                                   | Národní demokracie                                        | 484        | 0,1        | 0          | –          | –          | –          | 0              | 0              | 0              | 0              |
|                                                   | Nadační občansko-politické hnutí ReMeK                    | 268        | 0,0        | 0          | –          | –          | –          | 0              | 0              | 0              | 0              |
|                                                   | ALIANCE NÁRODNÍCH SIL                                     | 216        | 0,0        | 0          | –          | –          | –          | 0              | 0              | 0              | 0              |
|                                                   | Nový směr                                                 | 121        | 0,0        | 0          | –          | –          | –          | 0              | 0              | 0              | 0              |
|                                                   | nezávislí kandidáti                                       | 22 311     | 2,8        | 0          | 9 812      | 2,5        | 1          | 1              | 1              | 2              | -2             |
| Neplatné hlasy                                    | Neplatné hlasy                                            | 18 712     | 2,3        | –          | 2 031      | 0,5        | –          | –              | –              | –              | –              |
| Celkem                                            | Celkem                                                    | 812 201    | 100        | 5          | 392 632    | 100        | 22         | 27             | 54             | 81             | –              |
| Voliči v seznamu/účast                            | Voliči v seznamu/účast                                    | 2 691 186  | 30,5       | –          | 2 239 246  | 17,5       | –          | –              | –              | –              | –              |
| Zdroj: Volby.cz (Hlasy a mandáty • Volební účast) |                                                           |            |            |            |            |            |            |                |                |                |                |

| \| Hlasy (1. kolo) \| Hlasy (1. kolo) \| Hlasy (1. kolo) \| Hlasy (1. kolo) \| Hlasy (1. kolo) \| \| --------------- \| --------------- \| --------------- \| --------------- \| --------------- \| \| \| \| \| \| \| \| ANO \| ANO \| \| 28,3 % \| 28,3 % \| \| ODS \| ODS \| \| 15,8 % \| 15,8 % \| \| STAN \| STAN \| \| 12,1 % \| 12,1 % \| \| KDU-ČSL \| KDU-ČSL \| \| 5,9 % \| 5,9 % \| \| TOP 09 \| TOP 09 \| \| 5,6 % \| 5,6 % \| \| SPD \| SPD \| \| 5,4 % \| 5,4 % \| \| SOCDEM \| SOCDEM \| \| 3,6 % \| 3,6 % \| \| Piráti \| Piráti \| \| 2,7 % \| 2,7 % \| \| KSČM \| KSČM \| \| 1,8 % \| 1,8 % \| \| SEN 21 \| SEN 21 \| \| 1,6 % \| 1,6 % \| \| ostatní \| ostatní \| \| 17,2 % \| 17,2 % \| |         |  |        |        |
| Hlasy (1. kolo) |         |  |        |        |
| |         |  |        |        |
| ANO | ANO     |  | 28,3 % | 28,3 % |
| ODS | ODS     |  | 15,8 % | 15,8 % |
| STAN | STAN    |  | 12,1 % | 12,1 % |
| KDU-ČSL | KDU-ČSL |  | 5,9 %  | 5,9 %  |
| TOP 09 | TOP 09  |  | 5,6 %  | 5,6 %  |
| SPD | SPD     |  | 5,4 %  | 5,4 %  |
| SOCDEM | SOCDEM  |  | 3,6 %  | 3,6 %  |
| Piráti | Piráti  |  | 2,7 %  | 2,7 %  |
| KSČM | KSČM    |  | 1,8 %  | 1,8 %  |
| SEN 21 | SEN 21  |  | 1,6 %  | 1,6 %  |
| ostatní | ostatní |  | 17,2 % | 17,2 % |

| \| Hlasy (2. kolo) \| Hlasy (2. kolo) \| Hlasy (2. kolo) \| Hlasy (2. kolo) \| Hlasy (2. kolo) \| \| --------------- \| --------------- \| --------------- \| --------------- \| --------------- \| \| \| \| \| \| \| \| ANO \| ANO \| \| 40,3 % \| 40,3 % \| \| ODS \| ODS \| \| 23,7 % \| 23,7 % \| \| STAN \| STAN \| \| 17,4 % \| 17,4 % \| \| TOP 09 \| TOP 09 \| \| 4,5 % \| 4,5 % \| \| KDU-ČSL \| KDU-ČSL \| \| 4,0 % \| 4,0 % \| \| PŘÍSAHA \| PŘÍSAHA \| \| 2,2 % \| 2,2 % \| \| SEN 21 \| SEN 21 \| \| 1,8 % \| 1,8 % \| \| KSČM \| KSČM \| \| 1,6 % \| 1,6 % \| \| MHS \| MHS \| \| 1,4 % \| 1,4 % \| \| SPD \| SPD \| \| 0,8 % \| 0,8 % \| \| nezávislí \| nezávislí \| \| 2,5 % \| 2,5 % \| |           |  |        |        |
| Hlasy (2. kolo) |           |  |        |        |
| |           |  |        |        |
| ANO | ANO       |  | 40,3 % | 40,3 % |
| ODS | ODS       |  | 23,7 % | 23,7 % |
| STAN | STAN      |  | 17,4 % | 17,4 % |
| TOP 09 | TOP 09    |  | 4,5 %  | 4,5 %  |
| KDU-ČSL | KDU-ČSL   |  | 4,0 %  | 4,0 %  |
| PŘÍSAHA | PŘÍSAHA   |  | 2,2 %  | 2,2 %  |
| SEN 21 | SEN 21    |  | 1,8 %  | 1,8 %  |
| KSČM | KSČM      |  | 1,6 %  | 1,6 %  |
| MHS | MHS       |  | 1,4 %  | 1,4 %  |
| SPD | SPD       |  | 0,8 %  | 0,8 %  |
| nezávislí | nezávislí |  | 2,5 %  | 2,5 %  |

### Výsledky dle volebních obvodů
| Obvod              | Předchozí volby | Předchozí volby   | Volby 2024 | Volby 2024                 |
| Obvod              | Strana          | Senátor           | Strana     | Senátor                    |
| ------------------ | --------------- | ----------------- | ---------- | -------------------------- |
| Sokolov            | STAN            | Miroslav Balatka  | ANO        | Jana Mračková Vildumetzová |
| Chomutov           | SEN 21          | Přemysl Rabas     | SEN 21     | Přemysl Rabas              |
| Rokycany           | ODS             | Pavel Karpíšek    | STAN       | Miroslav Kroc              |
| Domažlice          | ODS             | Vladislav Vilímec | ANO        | Jan Látka                  |
| České Budějovice   | nezávislý       | Ladislav Faktor   | ODS        | Zbyněk Sýkora              |
| Praha 12           | nezávislý       | Pavel Fischer     | TOP 09     | Pavel Fischer              |
| Praha 4            | STAN            | Jiří Drahoš       | STAN       | Jiří Drahoš                |
| Praha 8            | Piráti          | Lukáš Wagenknecht | ODS        | Vladimíra Ludková          |
| Praha 2            | MHS             | Marek Hilšer      | STAN       | Miroslav Bárta             |
| Litoměřice         | ODS             | Ladislav Chlupáč  | ANO        | Ondřej Štěrba              |
| Teplice            | ODS             | Hynek Hanza       | ANO        | Jan Schiller               |
| Jablonec nad Nisou | ODS             | Jaroslav Zeman    | SLK        | Lena Mlejnková             |
| Mladá Boleslav     | ODS             | Raduan Nwelati    | STAN       | Ondřej Lochman             |
| Benešov            | ODS             | Zdeněk Hraba      | ODS        | Zdeněk Hraba               |
| Chrudim            | ODS             | Jan Tecl          | ODS        | Jan Tecl                   |
| Náchod             | ODS             | Martin Červíček   | ODS        | Martin Červíček            |
| Svitavy            | ODS             | Michal Kortyš     | KDU-ČSL    | David Šimek                |
| Třebíč             | STAN            | Hana Žáková       | STAN       | Hana Žáková                |
| Břeclav            | ODS             | Rostislav Koštial | Přísaha    | Róbert Šlachta             |
| Brno-město         | STAN            | Mikuláš Bek       | TOP 09     | Břetislav Rychlík          |
| Prostějov          | nezávislá       | Jitka Chalánková  | ANO        | František Jura             |
| Šumperk            | ANO             | Miroslav Adámek   | nezávislý  | Stanislav Balík            |
| Opava              | TOP 09          | Herbert Pavera    | ANO        | Tomáš Navrátil             |
| Ostrava-město      | Ostravak        | Leopold Sulovský  | ANO        | Martin Bednář              |
| Karviná            | ČSSD            | Petr Vícha        | SocDem     | Petr Vícha                 |
| Vsetín             | KDU-ČSL         | Jiří Čunek        | KDU-ČSL    | Jiří Čunek                 |
| Zlín               | KDU-ČSL         | Patrik Kunčar     | ANO        | Oldřich Hájek              |

## Složení Senátu po volbách
|        |                              |         |    |
| Strana | Strana                       | Mandáty | ±  |
|        | Občanská demokratická strana | 18/81   | ▼5 |
|        | Starostové a nezávislí       | 18/81   | ▲1 |
|        | KDU-ČSL                      | 12/81   | ▬0 |
|        | ANO 2011                     | 12/81   | ▲7 |
|        | TOP 09                       | 7/81    | ▲1 |
|        | SEN 21                       | 4/81    | ▬0 |
|        | Česká pirátská strana        | 1/81    | ▼1 |
|        | Sociální demokracie          | 1/81    | ▬0 |
|        | PŘÍSAHA občanské hnutí       | 1/81    | ▲1 |
|        | Svobodní                     | 1/81    | ▬0 |
|        | Hradecký demokratický klub   | 1/81    | ▬0 |
|        | Tábor 2020                   | 1/81    | ▬0 |
|        | ProMOST                      | 1/81    | ▬0 |
|        | Nezávislí                    | 1/81    | ▬0 |
|        | nezávislí kandidáti          | 2/81    | ▼2 |
| Zdroj: |                              |         |    |

## Kandidáti
O mandát senátora usiluje celkem 169 kandidátů.
Níže je seznam kandidátů:

### Sokolov
| Číslo | Kandidát | Kandidát                        | Volební strana | Navrhující strana | Politická příslušnost | Povolání                                                               | Zdroje, poznámka            |
| ----- | -------- | ------------------------------- | -------------- | ----------------- | --------------------- | ---------------------------------------------------------------------- | --------------------------- |
| 1     |          | JUDr. Josef Vaněk               | SPD, Trikolora | SPD               | BEZPP                 | právník, živnostník v oblasti cestovního ruchu, zastupitel obce Hazlov | [ 33 ] [ 34 ] [ 35 ] [ 36 ] |
| 2     |          | Mgr. Jana Mračková Vildumetzová | ANO            | ANO               | ANO                   | poslankyně Parlamentu ČR                                               | [ 37 ]                      |
| 3     |          | Mgr. Dana Wittnerová            | SRDCEM PRO ... | SRDCEM PRO ...    | BEZPP                 | středoškolská učitelka                                                 | [ 38 ] [ 39 ]               |
| 4     |          | Alexandr Terek                  | MÍSTNÍ HNHRM   | MÍSTNÍ HNHRM      | BEZPP                 | starosta města Horní Slavkov                                           | [ 40 ]                      |
| 5     |          | Bc. Jan Picka                   | VOK            | VOK               | VOK                   | místostarosta města Sokolov                                            | [ 41 ]                      |
| 6     |          | Ing. Miroslav Balatka           | STAN           | STAN              | STAN                  | geodet, patriot, baskytarista a senátor                                | obhajuje mandát             |

### Chomutov
| Číslo | Kandidát | Kandidát               | Volební strana       | Navrhující strana | Politická příslušnost | Povolání                                                       | Zdroje, poznámka     |
| ----- | -------- | ---------------------- | -------------------- | ----------------- | --------------------- | -------------------------------------------------------------- | -------------------- |
| 1     |          | PaedDr. Jiří Kulhánek  | ODS, KDU-ČSL, TOP 09 | ODS               | ODS                   | náměstek hejtmana Ústeckého kraje, bývalý starosta města Kadaň | [ 33 ] [ 45 ]        |
| 2     |          | Jaroslav Komínek       | KSČM, SOCDEM, ČSNS   | KSČM              | KSČM                  | učitel odborného výcviku                                       | [ 46 ] [ 33 ]        |
| 3     |          | Ing. Roman Brand       | LS                   | LS                | BEZPP                 | starosta obce Spořice                                          | [ 40 ]               |
| 4     |          | Ing. Jiří Smetana, MPA | SPD, Trikolora       | Trikolora         | BEZPP                 | živnostník v zemědělství a pivovarnictví                       | [ 47 ] [ 48 ] [ 49 ] |
| 5     |          | MVDr. Přemysl Rabas    | SEN 21               | SEN 21            | BEZPP                 | senátor Parlamentu České republiky, ředitel zoo                | obhajuje mandát      |
| 6     |          | Ing. Štefan Drozd      | STAN                 | STAN              | STAN                  | starosta města Klášterec nad Ohří                              | [ 46 ]               |
| 7     |          | Bc. Elvíra Hahnová     | ČSSD                 | ČSSD              | ČSSD                  | pěstounka, krajská zastupitelka, OSVČ                          | [ 40 ] [ 52 ] [ 53 ] |

### Rokycany
| Číslo | Kandidát | Kandidát                 | Volební strana                    | Navrhující strana | Politická příslušnost | Povolání                                                  | Zdroje, poznámka     |
| ----- | -------- | ------------------------ | --------------------------------- | ----------------- | --------------------- | --------------------------------------------------------- | -------------------- |
| 1     |          | Ing. Mgr. Pavel Karpíšek | ODS, TOP 09, OPAT, Monarchiste.cz | ODS               | ODS                   | učitel, starosta obce Vejprnice a senátor                 | obhajuje mandát      |
| 2     |          | Petr Vanka               | ANO                               | ANO               | ANO                   | 1. náměstek hejtmana pro regionální rozvoj, IT a EU       | [ 55 ]               |
| 3     |          | Ing. Tomáš Rada          | PRO PLZEŇ, KDU-ČSL, ADS           | PRO PLZEŇ         | BEZPP                 | starosta města Rokycany                                   | [ 33 ] [ 56 ]        |
| 4     |          | Ing. Jaromír Pěnkava     | SPD, Trikolora                    | SPD               | SPD                   | úředník, ekonom                                           | [ 33 ] [ 34 ] [ 57 ] |
| 5     |          | Ing. Mgr. Miroslav Kroc  | STAN                              | STAN              | BEZPP                 | starosta obce Břasy, 1. místostarosta České obce sokolské | [ 58 ] [ 59 ]        |

### Domažlice
| Číslo | Kandidát | Kandidát                       | Volební strana          | Navrhující strana | Politická příslušnost | Povolání                                                                                                 | Zdroje, poznámka     |
| ----- | -------- | ------------------------------ | ----------------------- | ----------------- | --------------------- | --- | -------------------- |
| 1     |          | Ing. Ján Ridzoň                | SPD, Trikolora          | SPD               | SPD                   | účetní, zastupitel města Klatovy                                                                         | [ 33 ]               |
| 2     |          | Václav Sladký                  | SOCDEM                  | SOCDEM            | SOCDEM                | jednatel společnosti                                                                                     | [ 40 ] [ 57 ] [ 61 ] |
| 3     |          | Jan Janda                      | Piráti                  | Piráti            | Piráti                | oční asistent                                                                                            | [ 62 ] [ 42 ]        |
| 4     |          | Mgr. Bc. Robert Baxa, LL.M.    | NK                      | NK                | BEZPP                 | právník                                                                                                  | [ 63 ]               |
| 5     |          | Mgr. Ivan Maštálka, LL.M., MBA | KSČM                    | KSČM              | KSČM                  | advokát                                                                                                  | [ 40 ] [ 57 ] [ 64 ] |
| 6     |          | Bc. Stanislav Antoš            | PRO PLZEŇ, KDU-ČSL, ADS | KDU-ČSL           | KDU-ČSL               | starosta města Domažlice                                                                                 | [ 40 ] [ 56 ]        |
| 7     |          | Ing. Libor Picka               | STAN                    | STAN              | STAN                  | radní Plzeňského kraje pro oblast kultury, památkové péče a cestovního ruchu, starosta Bělé nad Radbuzou | [ 65 ]               |
| 8     |          | Jan Látka                      | ANO                     | ANO               | ANO                   | krajský zastupitel                                                                                       | [ 55 ]               |
| 9     |          | Ing. Vladislav Vilímec         | ODS                     | ODS               | ODS                   | senátor, ekonom                                                                                          | obhajuje mandát      |

### České Budějovice
| Číslo | Kandidát | Kandidát                                  | Volební strana | Navrhující strana | Politická příslušnost | Povolání                                                         | Zdroje, poznámka |
| ----- | -------- | ----------------------------------------- | -------------- | ----------------- | --------------------- | ---------------------------------------------------------------- | ---------------- |
| 1     |          | PhDr. Mgr. Jan Tkaczik, Ph.D., mjr. v. v. | SPD, Trikolora | SPD               | SPD                   | bezpečnostní pracovník JE Temelín                                | [ 33 ] [ 34 ]    |
| 2     |          | Mgr. Juraj Thoma                          | STAN, HOPB     | STAN              | HOPB                  | archeolog, zastupitel, bývalý primátor Českých Budějovic         | [ 69 ] [ 33 ]    |
| 3     |          | JUDr. Vojtěch Filip                       | KSČM           | KSČM              | KSČM                  | advokát                                                          | [ 40 ] [ 70 ]    |
| 4     |          | Václav Kupilík                            | ND             | ND                | BEZPP                 | obchodní zástupce                                                | [ 40 ]           |
| 5     |          | Ing. Ladislav Ondřich, MBA, LL.M          | ANO            | ANO               | BEZPP                 | bývalý vojenský pilot, emeritní ředitel Letiště České Budějovice | [ 71 ] [ 72 ]    |
| 6     |          | Bc. Zbyněk Sýkora, MBA                    | ODS            | ODS               | ODS                   | předseda Českého paralympijského výboru, aktivní vozíčkář        | [ 45 ] [ 73 ]    |

### Praha 12
| Číslo | Kandidát | Kandidát                       | Volební strana             | Navrhující strana    | Politická příslušnost | Povolání | Zdroje, poznámka            |
| ----- | -------- | ------------------------------ | -------------------------- | -------------------- | --------------------- | --- | --------------------------- |
| 1     |          | Ing. Mgr. Pynelopi Cimprichová | Švýcarská demokracie       | Švýcarská demokracie | Švýcarská demokracie  | lékárnice, ekonomka, jednatelka firmy                                                                            | [ 40 ] [ 75 ]               |
| 2     |          | Pavel Fischer                  | ODS, KDU-ČSL, TOP 09, STAN | TOP 09               | BEZPP                 | diplomat, senátor Parlamentu ČR                                                                                  | obhajuje mandát             |
| 3     |          | Ing. Eva Tylová                | Piráti, LES                | Piráti               | BEZPP                 | zastupitelka hl. m. Prahy a MČ Praha 12, ekoložka                                                                | [ 33 ] [ 42 ] [ 77 ] [ 51 ] |
| 4     |          | Dr.-Ing. Milan Urban           | SPD, Trikolora             | SPD                  | SPD                   | architekt, urbanista, zastupitel hl. města Prahy                                                                 | [ 33 ] [ 34 ] [ 78 ]        |
| 5     |          | Ing. Petr Hůla, Ph.D.          | SOCDEM                     | SOCDEM               | SOCDEM                | pracovník zahraničního obchodu, zastupitel Městské části Praha 12                                                | [ 40 ] [ 75 ]               |
| 6     |          | MUDr. Boris Šťastný, MBA       | AUTO, ANO                  | AUTO                 | AUTO                  | lékař, zakladatel největší sítě domovů pečujících o seniory a nemocné s Alzheimerovou chorobou v České republice | [ 33 ] [ 79 ] [ 80 ]        |

### Praha 4
| Číslo | Kandidát | Kandidát                                       | Volební strana                     | Navrhující strana | Politická příslušnost | Povolání                                             | Zdroje, poznámka     |
| ----- | -------- | ---------------------------------------------- | ---------------------------------- | ----------------- | --------------------- | ---------------------------------------------------- | -------------------- |
| 1     |          | prof. Ing. Jiří Drahoš, DrSc., dr. h. c. mult. | STAN, Piráti, ODS, KDU-ČSL, TOP 09 | STAN              | BEZPP                 | VŠ pedagog, vědec, 1. místopředseda Senátu PČR       | obhajuje mandát      |
| 2     |          | Ing. Pavel Sehnal                              | APB                                | APB               | APB                   | podnikatel                                           | [ 82 ] [ 40 ]        |
| 3     |          | Mgr. Petr Štěpánek, CSc.                       | Zelení                             | Zelení            | Zelení                | přírodovědec, bývalý starosta Prahy 4                | [ 83 ]               |
| 4     |          | Mgr. Filip Outrata, Ph.D.                      | SOCDEM                             | SOCDEM            | SOCDEM                | odborný redaktor nakladatelství Vyšehrad, VŠ pedagog | [ 40 ] [ 84 ] [ 85 ] |
| 5     |          | Mgr. Ing. Josef Svoboda, Ph.D.                 | ANO                                | ANO               | BEZPP                 | manažer                                              | [ 86 ] [ 87 ]        |
| 6     |          | Jiří Folajtár                                  | JaSaN                              | JaSaN             | BEZPP                 | živnostník                                           | [ 88 ] [ 40 ]        |
| 7     |          | Ing. Markéta Šichtařová                        | Svobodní                           | Svobodní          | Svobodní              | ekonomka, ředitelka spol. Next Finance s.r.o.        | [ 89 ]               |
| 8     |          | PhDr. Vladimíra Vítová, Ph.D.                  | ANS                                | ANS               | ANS                   | předsedkyně ANS                                      | [ 90 ] [ 91 ]        |

### Praha 8
| Číslo | Kandidát | Kandidát                 | Volební strana            | Navrhující strana | Politická příslušnost | Povolání | Zdroje, poznámka     |
| ----- | -------- | ------------------------ | ------------------------- | ----------------- | --------------------- | --- | -------------------- |
| 1     |          | Ing. Lukáš Wagenknecht   | Piráti                    | Piráti            | Piráti                | senátor, ekonom | obhajuje mandát      |
| 2     |          | David Kopecký, BA (Hons) | SOCDEM                    | SOCDEM            | SOCDEM                | specialista správy mobilních telefonů | [ 40 ] [ 94 ] [ 95 ] |
| 3     |          | Bc. Vítězslav Novák      | SPD, Trikolora            | SPD               | SPD                   | realitní makléř, zastupitel městské části Praha 8 | [ 33 ] [ 96 ]        |
| 4     |          | Ing. Pavel Fischer       | Mourek                    | Mourek            | Mourek                | auditor | [ 40 ]               |
| 5     |          | MUDr. Miroslav Erbrt     | Svobodní                  | Svobodní          | BEZPP                 | lékař, primář Kardiologie na Bulovce, Praha 8, jednatel | [ 40 ] [ 97 ]        |
| 6     |          | Mgr. Vladimíra Ludková   | ODS, KDU-ČSL, Patrioti ČR | ODS               | ODS                   | místostarostka pro sociální oblast a zdravotnictví, profesí sociální pracovnice, zakladatelka center pro seniory a věnující se otázkám duševního zdraví dětí | [ 33 ] [ 45 ] [ 98 ] |
| 7     |          | Mgr. Zdeněk Kučera, MBA  | ANO                       | ANO               | ANO                   | starosta MČ Praha 18 | [ 99 ]               |
| 8     |          | Mgr. Jan Korda           | TOP 09                    | TOP 09            | BEZPP                 | ředitel ZŠ a MŠ Lyčkovo náměstí | [ 76 ]               |

### Praha 2
| Číslo | Kandidát | Kandidát                                    | Volební strana | Navrhující strana | Politická příslušnost | Povolání | Zdroje, poznámka |
| ----- | -------- | ------------------------------------------- | -------------- | ----------------- | --------------------- | --- | ---------------- |
| 1     |          | prof. Mgr. Miroslav Bárta, Dr.              | STAN, TOP 09   | STAN              | BEZPP                 | egyptolog, archeolog, vědec | [ 8 ]            |
| 2     |          | prof. RNDr. Eva Zažímalová, CSc., dr. h. c. | ODS            | ODS               | BEZPP                 | předsedkyně Akademie věd, profesorka Univerzity Karlovy, vědecká poradkyně Evropské komise, biochemička a držitelka Řádu čestné legie | [ 101 ]          |
| 3     |          | Bronislav Poul                              | SOCDEM         | SOCDEM            | SOCDEM                | produkční, knihkupec | [ 40 ]           |
| 4     |          | prof. Ing. Eva Kislingerová, CSc.           | ANO            | ANO               | BEZPP                 | profesorka | [ 99 ]           |
| 5     |          | MUDr. Bc. Marek Hilšer, Ph.D.               | MHS, Piráti    | MHS               | MHS                   | senátor | obhajuje mandát  |

### Litoměřice
| Číslo | Kandidát | Kandidát               | Volební strana       | Navrhující strana | Politická příslušnost | Povolání                                                              | Zdroje, poznámka              |
| ----- | -------- | ---------------------- | -------------------- | ----------------- | --------------------- | --------------------------------------------------------------------- | ----------------------------- |
| 1     |          | MUDr. Miroslav Jiránek | Piráti               | Piráti            | BEZPP                 | lékař-kardiolog, zastupitel města Litoměřice                          | [ 42 ] [ 103 ] [ 104 ]        |
| 2     |          | Ing. Petr Liška        | STAN                 | STAN              | STAN                  | starosta obce Malé Žernoseky, poslanec PSP ČR, stavební inženýr       | [ 105 ]                       |
| 3     |          | MUDr. Ondřej Štěrba    | ANO                  | ANO               | ANO                   | lékař                                                                 |                               |
| 4     |          | Ing. Vladimír Vlk      | ČSSD                 | ČSSD              | ČSSD                  | energetický analytik a konzultant                                     | [ 40 ] [ 53 ] [ 106 ]         |
| 5     |          | Ing. Jan Skalický      | KSČM, SD-SN, ČSNS    | ČSNS              | BEZPP                 | dopravní expert a vodohospodář, člen spolku Svatopluk                 | [ 33 ]                        |
| 6     |          | Mgr. Ladislav Chlupáč  | ODS, KDU-ČSL, TOP 09 | ODS               | ODS                   | senátor, pedagog, dlouholetý starosta Litoměřic, sportovec a hudebník | obhajuje mandát               |
| 7     |          | Bc. Martin Kratochvíl  | Svobodní             | Svobodní          | Svobodní              | starosta městyse Zlonice a ajťák                                      | [ 40 ] [ 107 ] [ 108 ]        |
| 8     |          | MUDr. Ilja Baudyš      | SPD, Trikolora       | SPD               | SPD                   | praktický lékař, zastupitel města Litoměřice                          | [ 33 ] [ 34 ] [ 109 ] [ 110 ] |

### Teplice
| Číslo | Kandidát | Kandidát          | Volební strana        | Navrhující strana | Politická příslušnost | Povolání                                                      | Zdroje, poznámka               |
| ----- | -------- | ----------------- | --------------------- | ----------------- | --------------------- | ------------------------------------------------------------- | ------------------------------ |
| 1     |          | Bc. Hynek Hanza   | ODS                   | ODS               | ODS                   | senátor, 1. náměstek primátora města Teplice                  | obhajuje mandát                |
| 2     |          | Mgr. Tomáš Vandas | DSSS, ANS, BEZ-UL, ND | BEZ-UL            | DSSS                  | OSVČ, zastupitel města Bílina                                 | [ 33 ]                         |
| 3     |          | Mgr. Jiří Řehák   | SEN 21                | SEN 21            | JsmePRO!              | učitel na Gymnáziu Teplice, náměstek hejtmana Ústeckého kraje | [ 42 ] [ 112 ] [ 51 ]          |
| 4     |          | Zdeněk Žák        | SpV                   | SpV               | BEZPP                 | generální inspektor ČD a ministr dopravy, v. v.               | [ 40 ] [ 113 ] [ 114 ] [ 115 ] |
| 5     |          | Ing. Jan Schiller | ANO                   | ANO               | ANO                   | hejtman Ústeckého kraje                                       | [ 116 ]                        |
| 6     |          | Ivan Vinický      | ČSSD                  | ČSSD              | ČSSD                  | starosta obce Bystřany                                        | [ 53 ] [ 117 ] [ 40 ]          |

### Jablonec nad Nisou
| Číslo | Kandidát | Kandidát                     | Volební strana       | Navrhující strana | Politická příslušnost | Povolání                                                                         | Zdroje, poznámka              |
| ----- | -------- | ---------------------------- | -------------------- | ----------------- | --------------------- | -------------------------------------------------------------------------------- | ----------------------------- |
| 1     |          | Mgr. Bc. Michal Švarc        | SPD, Trikolora       | SPD               | SPD                   | ředitel městské policie, krajský zastupitel, zastupitel města Jablonec nad Nisou | [ 33 ] [ 119 ] [ 34 ]         |
| 2     |          | Bc. Lena Mlejnková           | SLK                  | SLK               | SLK                   | starostka města Semily                                                           | [ 20 ]                        |
| 3     |          | Bc. Milan Kroupa             | ANO                  | ANO               | BEZPP                 | podnikatel                                                                       | [ 120 ]                       |
| 4     |          | MUDr. Vít Němeček, MBA       | ODS, KDU-ČSL, TOP 09 | ODS               | ODS                   | chirurg, dlouholetý ředitel Nemocnice Jablonec nad Nisou, p.o.                   | [ 33 ] [ 45 ]                 |
| 5     |          | Mgr. Tomáš Vašíček           | APB                  | APB               | BEZPP                 | starosta města Harrachov                                                         | [ 40 ] [ 121 ] [ 122 ]        |
| 6     |          | Mgr. Michaela Tejmlová LL.M. | SEN 21               | SEN 21            | BEZPP                 | právnička, mediátorka a koučka                                                   | [ 42 ] [ 123 ] [ 124 ] [ 51 ] |

### Mladá Boleslav
| Číslo | Kandidát | Kandidát                     | Volební strana       | Navrhující strana | Politická příslušnost | Povolání                                                     | Zdroje, poznámka       |
| ----- | -------- | ---------------------------- | -------------------- | ----------------- | --------------------- | ------------------------------------------------------------ | ---------------------- |
| 1     |          | Ing. Jana Krumpholcová, MSc. | Zelení               | Zelení            | Zelení                | lektorka, zastupitelka Středočeského kraje a Mladé Boleslavi | [ 21 ] [ 126 ] [ 127 ] |
| 2     |          | JUDr. Václav Ort             | JaSaN                | JaSaN             | BEZPP                 | právník                                                      | [ 40 ] [ 128 ]         |
| 3     |          | Mgr. Jiří Kobza              | SPD, Trikolora       | SPD               | SPD                   | poslanec, diplomat                                           | [ 33 ] [ 129 ] [ 34 ]  |
| 4     |          | Lukáš Nozar                  | SOCDEM               | SOCDEM            | SOCDEM                | tovární skladník                                             | [ 130 ] [ 131 ]        |
| 5     |          | MUDr. Igor Karen             | ANO                  | ANO               | ANO                   | praktický lékař a diabetolog                                 | [ 132 ]                |
| 6     |          | MUDr. Raduan Nwelati         | ODS, KDU-ČSL, TOP 09 | ODS               | ODS                   | první náměstek primátora města Mladá Boleslav, lékař ortoped | obhajuje mandát        |
| 7     |          | Mgr. Ondřej Lochman, Ph.D.   | STAN, SLK            | STAN              | STAN                  | poslanec PSP ČR, místostarosta města Mnichovo Hradiště       | [ 132 ] [ 133 ]        |

### Benešov
| Číslo | Kandidát | Kandidát                         | Volební strana                      | Navrhující strana | Politická příslušnost | Povolání                                                                         | Zdroje, poznámka               |
| ----- | -------- | -------------------------------- | ----------------------------------- | ----------------- | --------------------- | -------------------------------------------------------------------------------- | ------------------------------ |
| 1     |          | Josef Roušal                     | ČSSD                                | ČSSD              | BEZPP                 | podnikatel, zakladatel zábavního parku Krtkův svět                               | [ 53 ]                         |
| 2     |          | JUDr. Ing. Zdeněk Hraba, Ph.D.   | ODS, Svobodní, KONS, Monarchiste.cz | ODS               | BEZPP                 | váš senátor, advokát, ekonom a zastupitel Říčan                                  | obhajuje mandát                |
| 3     |          | Roman Hořejší                    | SPD, Trikolora                      | SPD               | SPD                   | jednatel společnosti, trenér paraboxerské asociace vozíčkářů, osobní trenér boxu | [ 33 ]                         |
| 4     |          | prof. JUDr. Helena Válková, CSc. | ANO                                 | ANO               | ANO                   | právnička, vysokoškolská profesorka                                              | [ 137 ]                        |
| 5     |          | MUDr. Andrea Švojgrová           | Piráti                              | Piráti            | BEZPP                 | primářka rehabilitačního oddělení                                                | [ 42 ] [ 138 ] [ 139 ] [ 140 ] |
| 6     |          | Dominik Hašek                    | TOP 09                              | TOP 09            | BEZPP                 | bývalý hokejový reprezentant, olympijský vítěz a vystudovaný učitel              | [ 141 ] [ 142 ] [ 51 ]         |

### Chrudim
| Číslo | Kandidát | Kandidát                    | Volební strana                  | Navrhující strana | Politická příslušnost | Povolání | Zdroje, poznámka       |
| ----- | -------- | --------------------------- | ------------------------------- | ----------------- | --------------------- | --- | ---------------------- |
| 1     |          | Roman Málek, MBA, MSc.      | LES                             | LES               | BEZPP                 | bývalý místostarosta města Chrudim, člen výboru Mikroregionu Chrudimska, majitel reklamní agentury R36.cz a poradenské firmy MÁLEK & PARTNERS | [ 144 ] [ 40 ] [ 145 ] |
| 2     |          | Mgr. Jan Tecl, MBA          | ODS, KDU-ČSL, TOP 09, STAN, STO | ODS               | ODS                   | senátor | obhajuje mandát        |
| 3     |          | Miroslav Krčil              | SproK                           | SproK             | SproK                 | starosta města Hlinsko, radní Pardubického kraje                                                                                              | [ 146 ]                |
| 4     |          | Mgr. Ing. Milan Chaloupecký | SPD, Trikolora                  | SPD               | SPD                   | právník, arbiter, zastupitel města Pardubice                                                                                                  | [ 33 ] [ 34 ]          |
| 5     |          | Ing. Vladimír Slávka        | ANO                             | ANO               | ANO                   | místostarosta města Havlíčkův Brod | [ 147 ]                |

### Náchod
| Číslo | Kandidát | Kandidát                              | Volební strana | Navrhující strana | Politická příslušnost | Povolání                | Zdroje, poznámka |
| ----- | -------- | ------------------------------------- | -------------- | ----------------- | --------------------- | ----------------------- | ---------------- |
| 1     |          | brig. gen. v. v. Mgr. Martin Červíček | ODS            | ODS               | ODS                   | senátor, hejtman        | obhajuje mandát  |
| 2     |          | Tomáš Magnusek                        | TMS            | TMS               | TMS                   | ředitel sociální služby | [ 150 ] [ 151 ]  |
| 3     |          | Bc. Jan Borůvka                       | ANO            | ANO               | ANO                   | starosta města Jaroměř  | [ 152 ] [ 153 ]  |

### Svitavy
| Číslo | Kandidát | Kandidát                  | Volební strana      | Navrhující strana | Politická příslušnost | Povolání                                                          | Zdroje, poznámka      |
| ----- | -------- | ------------------------- | ------------------- | ----------------- | --------------------- | ----------------------------------------------------------------- | --------------------- |
| 1     |          | Mgr. Bc. David Šimek, MBA | KDU-ČSL, Nestraníci | KDU-ČSL           | Nestraníci            | starosta města Svitavy                                            | [ 155 ]               |
| 2     |          | Mgr. Pavel Severa         | NK                  | NK                | BEZPP                 | projektový manažer, stavební technik                              | [ 156 ]               |
| 3     |          | Michal Kortyš             | ODS                 | ODS               | ODS                   | 1. náměstek hejtmana, senátor                                     | obhajuje mandát       |
| 4     |          | MUDr. Pavel Havíř         | SOCDEM, SproK       | SOCDEM            | SOCDEM                | lékař, ředitel nemocnice následné péče                            | [ 156 ]               |
| 5     |          | Ing. Hynek Blaško         | SpV                 | SpV               | BEZPP                 | generálmajor v.v., ex europoslanec, důchodce                      | [ 40 ]                |
| 6     |          | Mgr. Milena Míčová        | JaSaN               | JaSaN             | BEZPP                 | asistent vedení                                                   | [ 128 ]               |
| 7     |          | Mgr. Petr Štěpánek        | SPD, Trikolora      | Trikolora         | Trikolora             | spisovatel, hudebník, 1. místopředseda politické strany Trikolora | [ 33 ] [ 157 ] [ 34 ] |

### Třebíč
| Číslo | Kandidát | Kandidát                                 | Volební strana       | Navrhující strana    | Politická příslušnost | Povolání                                      | Zdroje, poznámka       |
| ----- | -------- | ---------------------------------------- | -------------------- | -------------------- | --------------------- | --------------------------------------------- | ---------------------- |
| 1     |          | Zdeněk Ryšavý                            | SOCDEM               | SOCDEM               | SOCDEM                | starosta městyse Okříšky                      | [ 159 ]                |
| 2     |          | prof. RNDr. Jaroslav Turánek, CSc., DSc. | Švýcarská demokracie | Švýcarská demokracie | BEZPP                 | vědecký pracovník                             | [ 40 ] [ 160 ] [ 161 ] |
| 3     |          | Petr Chňoupek                            | MZH                  | MZH                  | MZH                   | novinář, publicista, DJ Sauron                | [ 162 ]                |
| 4     |          | Ing. Drahoslav Ryba                      | ANO                  | ANO                  | BEZPP                 | generál HZS ČR, poslanec                      | [ 147 ]                |
| 5     |          | MUDr. Václav Lhotský                     | SPD, Trikolora       | SPD                  | SPD                   | odborný ženský lékař, zastupitel města Třebíč | [ 33 ] [ 34 ]          |
| 6     |          | Hana Žáková                              | STAN                 | STAN                 | BEZPP                 | senátorka                                     | obhajuje mandát        |
| 7     |          | Mgr. Luděk Růžička                       | MÁ VLAST ČMS         | MÁ VLAST ČMS         | MÁ VLAST ČMS          | advokát                                       | [ 40 ]                 |

### Břeclav
| Číslo | Kandidát | Kandidát                          | Volební strana       | Navrhující strana | Politická příslušnost | Povolání                                                                         | Zdroje, poznámka |
| ----- | -------- | --------------------------------- | -------------------- | ----------------- | --------------------- | -------------------------------------------------------------------------------- | ---------------- |
| 1     |          | Ing. Rudolf Kadlec                | Nestranici2024.cz    | Nestranici2024.cz | BEZPP                 | starosta obce Brumovice, vinař, dobrovolný hasič                                 | [ 40 ] [ 165 ]   |
| 2     |          | JUDr. Stanislav Šprtel            | KSČM                 | KSČM              | KSČM                  | bezpečnostní expert, předseda Okresního výboru Komunistické strany Čech a Moravy | [ 40 ]           |
| 3     |          | doc. JUDr. Zdeněk Koudelka, Ph.D. | SPD, Trikolora       | Trikolora         | Trikolora             | vysokoškolský pedagog, právník                                                   | [ 33 ] [ 34 ]    |
| 4     |          | Mgr. Josef Osička                 | STAN                 | STAN              | STAN                  | starosta obce Moravský Žižkov                                                    | [ 166 ]          |
| 5     |          | MUDr. Miloslav Janulík            | ANO                  | ANO               | ANO                   | gynekolog a porodník, poslanec                                                   | [ 167 ]          |
| 6     |          | Mgr. Róbert Šlachta               | PŘÍSAHA              | PŘÍSAHA           | PŘÍSAHA               | předseda politického hnutí PŘÍSAHA                                               | [ 168 ] [ 169 ]  |
| 7     |          | Mgr. Zbyněk Hromek                | NOS                  | NOS               | NOS                   | právník                                                                          | [ 40 ]           |
| 8     |          | PhDr. David Malinkovič            | SOCDEM               | SOCDEM            | SOCDEM                | ředitel domova seniorů                                                           | [ 40 ] [ 170 ]   |
| 9     |          | Rostislav Koštial                 | ODS, KDU-ČSL, TOP 09 | ODS               | ODS                   | senátor, vinohradník, zemědělec                                                  | obhajuje mandát  |

### Brno-město
| Číslo | Kandidát | Kandidát                       | Volební strana              | Navrhující strana | Politická příslušnost | Povolání                                                                   | Zdroje, poznámka                |
| ----- | -------- | ------------------------------ | --------------------------- | ----------------- | --------------------- | -------------------------------------------------------------------------- | ------------------------------- |
| 1     |          | Mgr. Marie Jílková             | KDU-ČSL                     | KDU-ČSL           | KDU-ČSL               | politička, předsedkyně Stálé komise pro rodinu a rovné příležitosti PS PČR | [ 172 ]                         |
| 2     |          | Michal Janda                   | Svobodní                    | Svobodní          | Svobodní              | realitní makléř a lektor obchodních dovedností                             | [ 173 ]                         |
| 3     |          | Mgr. Petr Kovač                | SOM                         | SOM               | BEZPP                 | ředitel Gymnázia Matyáše Lercha                                            | [ 174 ]                         |
| 4     |          | Ing. Karin Podivinská          | ANO, SOCDEM                 | ANO               | ANO                   | náměstkyně primátorky statutárního města Brna                              | [ 167 ] [ 33 ]                  |
| 5     |          | doc. Břetislav Rychlík         | TOP 09, ODS, Piráti, Zelení | TOP 09            | BEZPP                 | režisér, vysokoškolský učitel                                              | [ 141 ] [ 175 ] [ 176 ] [ 177 ] |
| 6     |          | doc. MUDr. Tomáš Skřička, CSc. | SPD, Trikolora              | SPD               | SPD                   | lékař, chirurg, zastupitel města Brna                                      | [ 178 ] [ 33 ] [ 34 ] [ 179 ]   |
| 7     |          | Libor Zabloudil                | STAN                        | STAN              | BEZPP                 | podnikatel, cestovatel                                                     | [ 166 ]                         |

### Prostějov
| Číslo | Kandidát | Kandidát                        | Volební strana       | Navrhující strana | Politická příslušnost | Povolání                                                                   | Zdroje, poznámka |
| ----- | -------- | ------------------------------- | -------------------- | ----------------- | --------------------- | -------------------------------------------------------------------------- | ---------------- |
| 1     |          | Ing. Hana Naiclerová, MBA       | STAN, SEN 21, Zelení | STAN              | STAN                  | ekonomka a protikorupční bojovnice                                         | [ 181 ] [ 33 ]   |
| 2     |          | Ing. Pavel Dopita, LL.M., MBA   | SPD, Trikolora       | SPD               | SPD                   | IT specialista, pedagog, zastupitel města Prostějov                        | [ 182 ] [ 183 ]  |
| 3     |          | Mgr. František Jura, MBA, LL.M. | ANO                  | ANO               | ANO                   | primátor statutárního města Prostějova                                     | [ 184 ]          |
| 4     |          | Ing. Hana Pospíšilíková         | KDU-ČSL              | KDU-ČSL           | BEZPP                 | podnikatelka, ekonomka, folkloristka                                       | [ 185 ] [ 182 ]  |
| 5     |          | Mgr. Miroslav Burget            | JaSaN                | JaSaN             | BEZPP                 | advokát                                                                    | [ 40 ] [ 27 ]    |
| 6     |          | Ing. Bc. Milada Sokolová        | ODS, OPAT            | ODS               | ODS                   | 1. náměstkyně primátora města Prostějova, předsedkyně Okrašlovacího spolku | [ 186 ] [ 187 ]  |

### Šumperk
| Číslo | Kandidát | Kandidát                           | Volební strana | Navrhující strana | Politická příslušnost | Povolání                                      | Zdroje, poznámka       |
| ----- | -------- | ---------------------------------- | -------------- | ----------------- | --------------------- | --------------------------------------------- | ---------------------- |
| 1     |          | Vladimír Hošek                     | Svobodní       | Svobodní          | Svobodní              | odborník v energetice a pro životní prostředí | [ 189 ]                |
| 2     |          | Mgr. Miroslav Adámek               | ANO            | ANO               | BEZPP                 | starosta města Šumperka, senátor              | obhajuje mandát        |
| 3     |          | prof. PhDr. Stanislav Balík, Ph.D. | NK             | NK                | BEZPP                 | univerzitní profesor, zastupitel obce Bludov  | [ 28 ] [ 190 ] [ 191 ] |

### Opava
| Číslo | Kandidát | Kandidát                   | Volební strana       | Navrhující strana | Politická příslušnost | Povolání                                      | Zdroje, poznámka       |
| ----- | -------- | -------------------------- | -------------------- | ----------------- | --------------------- | --------------------------------------------- | ---------------------- |
| 1     |          | PhDr. Michael Rataj, Ph.D. | STAN, OK             | STAN              | STAN                  | starosta obce Branka u Opavy                  | [ 193 ]                |
| 2     |          | Mgr. Vladimír Tancík       | NK                   | NK                | BEZPP                 | starosta Otic                                 | [ 194 ]                |
| 3     |          | RNDr. Mgr. Zita Calabri    | SPD, Trikolora       | SPD               | BEZPP                 | právník                                       | [ 34 ] [ 195 ] [ 196 ] |
| 4     |          | Bc. René Černohorský       | SOCDEM               | SOCDEM            | BEZPP                 | státní zaměstnanec – policejní komisař PČR    | [ 197 ]                |
| 5     |          | Bronislav Sedláček         | JaSaN                | JaSaN             | JaSaN                 | učitel                                        | [ 40 ] [ 196 ] [ 128 ] |
| 6     |          | Ing. Tomáš Navrátil        | ANO                  | ANO               | ANO                   | primátor statutárního města Opava             | [ 197 ]                |
| 7     |          | JUDr. Brigita Bilíková     | Mourek               | Mourek            | BEZPP                 | advokátka                                     | [ 40 ] [ 198 ] [ 196 ] |
| 8     |          | Mgr. Herbert Pavera        | ODS, KDU-ČSL, TOP 09 | TOP 09            | TOP 09                | starosta obce Bolatice, senátor Parlamentu ČR | obhajuje mandát        |

### Ostrava-město
| Číslo | Kandidát | Kandidát                      | Volební strana       | Navrhující strana    | Politická příslušnost | Povolání                                                                         | Zdroje, poznámka |
| ----- | -------- | ----------------------------- | -------------------- | -------------------- | --------------------- | -------------------------------------------------------------------------------- | ---------------- |
| 1     |          | Ing. Leopold Sulovský         | Ostravak             | Ostravak             | Ostravak              | senátor, podnikatel, horolezec                                                   | obhajuje mandát  |
| 2     |          | RNDr. Radoslav Štědroň        | Švýcarská demokracie | Švýcarská demokracie | SSPD-SP               | OSVČ, penzista, geograf                                                          | [ 40 ] [ 201 ]   |
| 3     |          | Ing. arch. Liana Janáčková    | Svobodní             | Svobodní             | BEZPP                 | emeritní senátorka a starostka městského obvodu Ostrava-Mariánské Hory a Hulváky | [ 40 ] [ 202 ]   |
| 4     |          | Ing. et Ing. Leo Luzar, Ph.D. | KSČM, SD-SN, ČSNS    | KSČM                 | KSČM                  | bezpečnostní inženýr, zapsaný mediátor                                           | [ 29 ]           |
| 5     |          | Marie Malcharová              | SPD, Trikolora       | SPD                  | SPD                   | vedoucí referentka vzdělávání, zastupitelka města Ostrava                        | [ 33 ] [ 34 ]    |
| 6     |          | Štefan Režný                  | ReMeK                | ReMeK                | ReMeK                 | ambasador – předseda politického hnutí ReMeK, OSVČ (básník, vydavatel)           | [ 203 ] [ 204 ]  |
| 7     |          | Bc. Martin Bednář, MBA        | ANO                  | ANO                  | ANO                   | starosta městského obvodu Ostrava-Jih                                            | [ 200 ] [ 205 ]  |

### Karviná
| Číslo | Kandidát | Kandidát                    | Volební strana       | Navrhující strana    | Politická příslušnost | Povolání                                                                                    | Zdroje, poznámka |
| ----- | -------- | --------------------------- | -------------------- | -------------------- | --------------------- | ------------------------------------------------------------------------------------------- | ---------------- |
| 1     |          | Ing. Pavel Staněk           | SPD, Trikolora       | SPD                  | SPD                   | místostarosta města Rychvald, krajský zastupitel                                            | [ 33 ] [ 34 ]    |
| 2     |          | Ing. Petr Vícha             | SOCDEM, ANO          | SOCDEM               | SOCDEM                | starosta města Bohumín                                                                      | obhajuje mandát  |
| 3     |          | Mgr. et Bc. Karel Světnička | Švýcarská demokracie | Švýcarská demokracie | BEZPP                 | právník, nezávislý publicista bojující za levnou elektřinu a za vyšší důchody               | [ 207 ]          |
| 4     |          | Ing. Bohuslav Niemiec       | KDU-ČSL, ODS, TOP 09 | KDU-ČSL              | KDU-ČSL               | náměstek primátora statutárního města Havířov                                               | [ 208 ] [ 209 ]  |
| 5     |          | MUDr. Karel Volný           | ČSSD                 | ČSSD                 | BEZPP                 | lékař, moravskoslezský koordinátor lékařského odborového klubu, člen zdravotního výboru MSK | [ 33 ] [ 53 ]    |

### Vsetín
| Číslo | Kandidát | Kandidát                 | Volební strana | Navrhující strana | Politická příslušnost | Povolání                               | Zdroje, poznámka |
| ----- | -------- | ------------------------ | -------------- | ----------------- | --------------------- | -------------------------------------- | ---------------- |
| 1     |          | PaedDr. Yvona Wojaczková | ANO            | ANO               | ANO                   | místostarostka města Valašské Meziříčí | [ 211 ] [ 212 ]  |
| 2     |          | Jiří Čunek               | KDU-ČSL        | KDU-ČSL           | KDU-ČSL               | senátor                                | obhajuje mandát  |
| 3     |          | Robert Hampl             | SPD, Trikolora | SPD               | SPD                   | živnostník – lesní technik             | [ 33 ] [ 34 ]    |

### Zlín
| Číslo | Kandidát | Kandidát                                   | Volební strana | Navrhující strana | Politická příslušnost | Povolání | Zdroje, poznámka       |
| ----- | -------- | ------------------------------------------ | -------------- | ----------------- | --------------------- | --- | ---------------------- |
| 1     |          | Ing. Bc. Barbora Fojtáchová                | PRO 2022       | PRO 2022          | BEZPP                 | vedoucí stavebního úřadu | [ 40 ] [ 214 ] [ 215 ] |
| 2     |          | MUDr. David Rumpík, Ph.D.                  | NK             | NK                | BEZPP                 | lékař, ředitel Kliniky reprodukční medicíny a gynekologie Zlín | [ 216 ]                |
| 3     |          | Ing. Patrik Kunčar                         | KDU-ČSL        | KDU-ČSL           | KDU-ČSL               | senátor | obhajuje mandát        |
| 4     |          | doc. RNDr. PhDr. Oldřich Hájek, Ph.D., MBA | ANO            | ANO               | BEZPP                 | ekonom a včelař, děkan Fakulty veřejnosprávních a ekonomických studií v UH a garant programu Včelařství, realizátor bezplatných přednášek na téma ŠÍŘENÍ SRŠNĚ ASIJSKÉ, provozovatel www.senator24.cz | [ 217 ] [ 212 ]        |
| 5     |          | Ing. Jana Juřenčáková                      | NEZ            | NEZ               | BEZPP                 | daňový poradce a ekonomický expert | [ 218 ] [ 40 ] [ 219 ] |
| 6     |          | Zbyněk Ziggy Horváth                       | STAN           | STAN              | STAN                  | lektor osvěty a primární prevence, písničkář | [ 220 ]                |

## Politické subjekty, které se účastní voleb
| Název politického subjektu | Název politického subjektu                                  | Součást volební strany | Navrhující strana |
| -------------------------- | ----------------------------------------------------------- | ---------------------- | ----------------- |
|                            | ANO 2011                                                    | 25                     | 23                |
|                            | Svoboda a přímá demokracie (SPD)                            | 21                     | 18                |
|                            | Občanská demokratická strana                                | 21                     | 16                |
|                            | Trikolora                                                   | 21                     | 3                 |
|                            | KDU-ČSL                                                     | 18                     | 7                 |
|                            | STAROSTOVÉ A NEZÁVISLÍ                                      | 17                     | 15                |
|                            | TOP 09                                                      | 15                     | 5                 |
|                            | Sociální demokracie                                         | 13                     | 11                |
|                            | Česká pirátská strana                                       | 8                      | 5                 |
|                            | Svobodní                                                    | 7                      | 6                 |
|                            | Komunistická strana Čech a Moravy                           | 6                      | 5                 |
|                            | ČSSD – Česká suverenita sociální demokracie                 | 5                      | 5                 |
|                            | Jasný Signál Nezávislých                                    | 5                      | 5                 |
|                            | nezávislí kandidáti                                         | 5                      | 5                 |
|                            | Švýcarská demokracie (www.svycarska-demokracie.cz)          | 4                      | 4                 |
|                            | SEN 21                                                      | 4                      | 3                 |
|                            | Strana zelených                                             | 4                      | 2                 |
|                            | Česká strana národně sociální                               | 3                      | 1                 |
|                            | Aliance pro budoucnost                                      | 2                      | 2                 |
|                            | Mourek – politická strana                                   | 2                      | 2                 |
|                            | Správná Volba                                               | 2                      | 2                 |
|                            | ALIANCE NÁRODNÍCH SIL                                       | 2                      | 1                 |
|                            | Liberálně ekologická strana                                 | 2                      | 1                 |
|                            | Národní demokracie                                          | 2                      | 1                 |
|                            | PRO PLZEŇ                                                   | 2                      | 1                 |
|                            | Společně pro kraj                                           | 2                      | 1                 |
|                            | Agrární demokratická strana                                 | 2                      | –                 |
|                            | Koruna Česká (monarchistická strana Čech, Moravy a Slezska) | 2                      | –                 |
|                            | Občané patrioti                                             | 2                      | –                 |
|                            | Spojení demokraté – Sdružení nezávislých                    | 2                      | –                 |
|                            | „Marek Hilšer do Senátu“                                    | 1                      | 1                 |
|                            | „Tomáš Magnusek do Senátu“                                  | 1                      | 1                 |
|                            | BEZPEČNÉ ULICE                                              | 1                      | 1                 |
|                            | LEPŠÍ SEVER                                                 | 1                      | 1                 |
|                            | MÁ VLAST ČECHY MORAVA SLEZSKO                               | 1                      | 1                 |
|                            | MÍSTNÍ HNUTÍ NEZÁVISLÝCH ZA HARMONICKÝ ROZVOJ OBCÍ A MĚST   | 1                      | 1                 |
|                            | Moravské zemské hnutí                                       | 1                      | 1                 |
|                            | Motoristé sobě                                              | 1                      | 1                 |
|                            | Nadační občansko-politické hnutí ReMeK                      | 1                      | 1                 |
|                            | Nestraníci pro jižní Moravu – www.nestranici2024.cz         | 1                      | 1                 |
|                            | NEZÁVISLÍ                                                   | 1                      | 1                 |
|                            | Nový směr                                                   | 1                      | 1                 |
|                            | Ostravak                                                    | 1                      | 1                 |
|                            | Právo Respekt Odbornost                                     | 1                      | 1                 |
|                            | PŘÍSAHA občanské hnutí                                      | 1                      | 1                 |
|                            | SRDCEM PRO ...                                              | 1                      | 1                 |
|                            | Starostové a osobnosti pro Moravu                           | 1                      | 1                 |
|                            | Starostové pro Liberecký kraj                               | 1                      | 1                 |
|                            | Volba pro kraj                                              | 1                      | 1                 |
|                            | Dělnická strana sociální spravedlnosti                      | 1                      | –                 |
|                            | Konzervativní strana                                        | 1                      | –                 |
|                            | Nestraníci                                                  | 1                      | –                 |
|                            | Občané pro Budějovice                                       | 1                      | –                 |
|                            | Osobnosti pro kraj                                          | 1                      | –                 |
|                            | Patrioti České republiky                                    | 1                      | –                 |
|                            | Starostové pro občany                                       | 1                      | –                 |

## Zajímavosti
- Průměrný počet kandidátů v senátním obvodu je přibližně šest.[1][223]
- V obvodech č. 47 – Náchod, č. 65 – Šumperk a v obvodu č. 77 – Vsetín usilují o mandát senátora pouze tři kandidáti.[223] Naopak v obvodu č. 11 – Domažlice a v obvodu č. 56 – Břeclav kandiduje nejvyšší počet uchazečů, a to devět.[223]
- Nejmladším kandidátům je 40 let, nejstarším je 75 let.[224]
- Průměrný věk kandidáta je 56,57 let.[225]
- O mandát senátora usiluje 140 mužů a 29 žen.[225]
- Oproti volbám do Senátu PČR v roce 2018 klesl počet kandidátů o 67.[223]
- Méně kandidátů než ve volbách do Senátu PČR v roce 2024 bylo jen při volbách v letech 1998, 2000 a 2002.[223]
- Nezávislých kandidátů usiluje o post senátora pouze pět,[226] což představuje necelá 3 % ze všech kandidátů.